# Абакумово (Новосибирская область)
Абакумово — посёлок в Барабинском районе Новосибирской области. Входит в состав Таскаевского сельсовета.

## География
Площадь посёлка — 35 гектар

## История
Основан в 1932 г. В 1976 г. Указом президиума ВС РСФСР посёлок фермы № 3 совхоза «Таскаевский» переименован в Абакумово.

## Население
| 2002 | 2007 | 2010 |
| ---- | ---- | ---- |
| 165  | ↘137 | ↘103 |

## Инфраструктура
В посёлке по данным на 2007 год функционируют 1 учреждение здравоохранения, 1 образовательное учреждение.